# Vaumoise
Vaumoise – miejscowość i gmina we Francji, w regionie Hauts-de-France, w departamencie Oise.
Według danych na rok 1990 gminę zamieszkiwało 740 osób, a gęstość zaludnienia wynosiła 236 osób/km² (wśród 2293 gmin Pikardii Vaumoise plasuje się na 387. miejscu pod względem liczby ludności, natomiast pod względem powierzchni na miejscu 1045.).